# 2015-ös Auto GP szezon
A 2015-ös Auto GP szezon a széria történetének 17. szezonja (hatodik Auto GP néven). A bajnokság május 2-án Magyarországon kezdődött, és október 4-én Spanyolországban fejeződött volna be a tervek szerint, de végül május 24-én ért véget.
A nagyon alacsony létszámú rajtrács miatt olvadt össze az idei széria a rivális Formula Acceleration 1 bajnoksággal. Ezt nagyban megkönnyít, hogy mindkettő azonos Lola-Zytec autókat használ. A szezon végén az Auto GP mezőnyének legjobbja Formula–1-es autót tesztelhet jutalomként, emellett a sorozat költségcsökkentő változásokkal szeretné olcsó alternatívát kívánni a csapatoknak. A szezon a tervezet 6 versenyhétvégéből csak 2-t teljesített, a többit törölték érdektelenség miatt.

## Csapatok és pilóták
| Csapat              | No. | Pilóta                | Fordulók |
| ------------------- | --- | --------------------- | -------- |
| Virtuosi UK         | 5   | Johnny Cecotto, Jr.   | 1        |
| Virtuosi UK         | 72  | Nyikita Zlobin        | Mind     |
| Paolo Coloni Racing | 6   | Christof von Grünigen | Mind     |
| Paolo Coloni Racing | 69  | Loris Spinelli        | 2        |
| Ibiza Racing Team   | 7   | Giuseppe Cipriani     | Mind     |
| Zele Racing         | 8   | Antônio Pizzonia      | Mind     |
| Zele Racing         | 9   | Andrés Méndez         | Mind     |
| Zele Racing         | 10  | Luís Sá Silva         | Mind     |
| FMS Racing          | 16  | Leonardo Pulcini      | 1        |
| FMS Racing          | 23  | Facu Regalia          | Mind     |

## Versenynaptár
Az ideiglenes versenynaptárat 2014. december 22-én hozták nyilvánosságra, majd 2015. április 1-jén bejelentették, hogy törölték a marrakechi fordulót.
| Forduló | Forduló | Pálya/Helyszín                    | Dátum         | Pole pozíció                      | Leggyorsabb kör                   | Győztes pilóta                    | Győztes csapat                    | Sorozat betétfutama          |
| ------- | ------- | --------------------------------- | ------------- | --------------------------------- | --------------------------------- | --------------------------------- | --------------------------------- | ---------------------------- |
| 1       | R1      | Hungaroring                       | Május 2.      | Antônio Pizzonia                  | Facu Regalia                      | Facu Regalia                      | FMS Racing                        | FIA WTCC magyar nagydíj      |
| 1       | R2      | Hungaroring                       | Május 3.      |                                   | Antônio Pizzonia                  | Antônio Pizzonia                  | Zele Racing                       | FIA WTCC magyar nagydíj      |
| 2       | R3      | Silverstone Circuit               | Május 23.     | Facu Regalia                      | Antônio Pizzonia                  | Antônio Pizzonia                  | Zele Racing                       | Blancpain Endurance Series   |
| 2       | R4      | Silverstone Circuit               | Május 24.     |                                   | Facu Regalia                      | Luís Sá Silva                     | Zele Racing                       | Blancpain Endurance Series   |
| –       | –       | Circuit Paul Ricard, Le Castellet | Június 27.    | Érdeklődés hiánya miatt törölték. | Érdeklődés hiánya miatt törölték. | Érdeklődés hiánya miatt törölték. | Érdeklődés hiánya miatt törölték. | FIA WTCC francia nagydíj     |
| –       | –       | Circuit Paul Ricard, Le Castellet | Június 28.    | Érdeklődés hiánya miatt törölték. | Érdeklődés hiánya miatt törölték. | Érdeklődés hiánya miatt törölték. | Érdeklődés hiánya miatt törölték. | FIA WTCC francia nagydíj     |
| –       | –       | Circuit Park Zandvoort            | Július 11.    | Érdeklődés hiánya miatt törölték. | Érdeklődés hiánya miatt törölték. | Érdeklődés hiánya miatt törölték. | Érdeklődés hiánya miatt törölték. | Deutsche Tourenwagen Masters |
| –       | –       | Circuit Park Zandvoort            | Július 12.    | Érdeklődés hiánya miatt törölték. | Érdeklődés hiánya miatt törölték. | Érdeklődés hiánya miatt törölték. | Érdeklődés hiánya miatt törölték. | Deutsche Tourenwagen Masters |
| –       | –       | Masaryk Circuit, Brno             | Szeptember 5. | Érdeklődés hiánya miatt törölték. | Érdeklődés hiánya miatt törölték. | Érdeklődés hiánya miatt törölték. | Érdeklődés hiánya miatt törölték. | Túraautó-Európa-bajnokság    |
| –       | –       | Masaryk Circuit, Brno             | Szeptember 6. | Érdeklődés hiánya miatt törölték. | Érdeklődés hiánya miatt törölték. | Érdeklődés hiánya miatt törölték. | Érdeklődés hiánya miatt törölték. | Túraautó-Európa-bajnokság    |
| –       | –       | Circuit de Catalunya              | Október 3.    | Érdeklődés hiánya miatt törölték. | Érdeklődés hiánya miatt törölték. | Érdeklődés hiánya miatt törölték. | Érdeklődés hiánya miatt törölték. |                              |
| –       | –       | Circuit de Catalunya              | Október 4.    | Érdeklődés hiánya miatt törölték. | Érdeklődés hiánya miatt törölték. | Érdeklődés hiánya miatt törölték. | Érdeklődés hiánya miatt törölték. |                              |

## Bajnokság állása
- A bajnokság pontozási rendszere a következő:

| Verseny         | Verseny | Verseny | Verseny | Verseny | Verseny | Verseny | Verseny | Verseny | Verseny | Verseny | Verseny | Verseny |
| Pozíció         | 1.      | 2.      | 3.      | 4.      | 5.      | 6.      | 7.      | 8.      | 9.      | 10.     | PP      | FL      |
| --------------- | ------- | ------- | ------- | ------- | ------- | ------- | ------- | ------- | ------- | ------- | ------- | ------- |
| Első verseny    | 25      | 18      | 15      | 12      | 10      | 8       | 6       | 4       | 2       | 1       | 2       | 1       |
| Második verseny | 20      | 15      | 12      | 10      | 8       | 6       | 4       | 3       | 2       | 1       | 0       | 1       |

### Egyéni bajnoki pontverseny
| Poz. | Pilóta                | HUN | HUN | SIL | SIL | Pont |
| ---- | --------------------- | --- | --- | --- | --- | ---- |
| 1    | Antônio Pizzonia      | 2   | 1   | 1   | 3   | 79   |
| 2    | Facu Regalia          | 1   | 6   | 2   | 2   | 68   |
| 3    | Luís Sá Silva         | 6   | 4   | 3   | 1   | 53   |
| 4    | Nyikita Zlobin        | 7   | 5   | 4   | 7   | 30   |
| 5    | Leonardo Pulcini      | 4   | 2   |     |     | 27   |
| 6    | Christof von Grünigen | 3   | 8   | DNS | 5   | 26   |
| 7    | Giuseppe Cipriani     | Ki  | 7   | 5   | 4   | 24   |
| 8    | Johnny Cecotto, Jr.   | 5   | 3   |     |     | 22   |
| 9    | Andrés Méndez         | 8   | 9   | 6   | 6   | 20   |
|      | Loris Spinelli        |     |     | WD  | WD  | 0    |

| Szín   | Eredmény                                      |
| ------ | --------------------------------------------- |
| Arany  | Győztes                                       |
| Ezüst  | 2. helyezett                                  |
| Bronz  | 3. helyezett                                  |
| Zöld   | Pontot szerzett                               |
| Kék    | Pont nélkül vagy helyezetlenül ért célba (NC) |
| Lila   | Nem ért célba (DNF)                           |
| Piros  | Nem kvalifikálta magát (DNQ)                  |
| Fekete | Diszkvalifikálták (DSQ)                       |
| Fehér  | Nem indult (DNS)                              |
| Fehér  | Visszavonult (WD)                             |
| Fehér  | Verseny törölve (C)                           |
| Üres   | Nem vett részt                                |
| Üres   | Kizárt (EX)                                   |

Megjegyzés:
- ‑ Újonc pilóta
- ‑ Visszatérő pilóta

### Csapat bajnoki pontverseny
| Poz. | Csapat              | HUN | HUN | SIL | SIL | Pont |
| ---- | ------------------- | --- | --- | --- | --- | ---- |
| 1    | Zele Racing         | 2   | 1   | 1   | 1   | 132  |
| 1    | Zele Racing         | 6   | 4   | 3   | 3   | 132  |
| 2    | FMS Racing          | 1   | 2   | 2   | 2   | 95   |
| 2    | FMS Racing          | 4   | 6   |     |     | 95   |
| 3    | Virtuosi UK         | 5   | 3   | 4   | 7   | 52   |
| 3    | Virtuosi UK         | 7   | 5   |     |     | 52   |
| 4    | Paolo Coloni Racing | 3   | 8   | DNS | 5   | 26   |
| 4    | Paolo Coloni Racing |     |     | WD  | WD  | 26   |
| 5    | Ibiza Racing Team   | Ki  | 7   | 5   | 4   | 24   |